# Elbeg Nigülesügchi Khan
Ni Cổ Liệt Tô Khắc Tề Hãn (Nigülesügchi Khan) (tiếng Mông Cổ: нигүүлсэгч хаан, tiếng Trung: 尼古埒蘇克齊汗) là một Khả hãn của nhà Bắc Nguyên tại Mông Cổ. Ông tên thật là Ngạch Lặc Bá Khắc (Elbeg) (tiếng Mông Cổ: Элбэг, tiếng Trung: 额勒伯克). Sử gia Erdeniin Tobchi cho rằng ông là em trai của Jorightu Khan, nhưng số khác cho rằng ông là con trai của Nguyên Chiêu Tông Tất Lý Khắc Đồ Hãn. Ông đã cai trị trong bảy năm với danh hiệu trị vì của ông, "Nigülesügchi Khan" có nghĩa là "Hoàng đế nhân hậu" trong tiếng Mông Cổ. Các cuộc giao tranh biên giới với nhà Minh ở Trung Quốc và cuộc nổi loạn của những người Oirat đã gây tổn hại nặng nề cho triều đại của ông.

## Trị vì
Trong triều đại của mình, những người Oirat bắt đầu thách thức công khai danh tộc họ Bột Nhi Chỉ Cân và nhà Minh cơ bản đã đẩy lùi thành công các cuộc xâm lược của Mông Cổ.
Theo Tsagaan Sechen, Elbeg phải chịu trách nhiệm cho tất cả những sai lầm trong thời gian cầm quyền. Đầu tiên ông đã xử tử nhầm cha mình là thủ lĩnh Taifu, nên phải bổ nhiệm nhóm Bahamu (Batlai, Mahamu, Muhamud) thay thế để cai trị các nhóm tộc Oirat. Để ngăn chặn sự thù địch từ gia đình của Taifu, ông đã cho con gái Samur Gunj kết hôn với con trai của Taifu. Ugetchi Khashikha, thủ lĩnh bộ lạc Oirat vào thời điểm đó, đã phản đối quyết định bổ nhiệm những người cai trị mới đối với các bộ lạc của mình của khả hãn. Ông thuyết phục con của Taifu là Batula rằng khả hãn hung bạo đã giết thân nhân của mình, không thể phù hợp để trở thành Hoàng đế. Batula cũng muốn trả thù cho cái chết của cha mình. Năm 1399, Elbeg Nigülesügchi Khan đã bị đánh bại bởi Liên minh Bốn Oirat và bị giết bởi các thủ lĩnh đương nhiệm của họ, Ugetchi Khashikha và Batula. Vài tháng sau khi qua đời, ngai vàng của ông đã được con trai cả là Gün Temür Khan kế nhiệm. Đồng minh với người phối ngẫu Kobeguntai của Khả hãn, người đố kị với vấn đề của Elbeg với Oljeitu, Ugetchi Khashikha đã chiếm giữ hậu cung và tịch thu tất cả tài sản của ông.

## Gia quyến
- Thê thiếp :
  - Trưởng phu nhân Khố Bách Cổn Đại Ha Truân (库伯衮岱哈屯 , Kobeguntai).
  - Thứ phu nhân Oát Tỉ Cát (斡妣吉) , Ngạc Lặc Triết thị , ban đầu lấy con trai (hoặc anh trai) của Ngạch Lặc Bá Khắc hãn. Năm 1399 , theo sự xúi giục của Thủ lĩnh Ngõa Lạt là Hạo Hải Đạt Dụ (浩海达裕) , phu quân bị Ngạch Lặc Bá Khắc hãn xử tử , Oát Tỉ Cát cũng bị thu vào hậu cung. Sau khi Ngạch Lặc Bá Khắc hãn mất vài tháng sinh con trai A Trại (阿寨) , bị Hiền Nghĩa vương Thái Bình (太平) thu nạp. Theo "Hoàng sử" , nhờ sự hậu thuẫn của Tát Mục Nhĩ Công chúa cùng con trai trốn sang phía đông , rồi tái giá với A Đài hãn.[1]
- Con : 
  - Tát Mục Nhĩ Công chúa (萨穆尔公主 , Samur Gunj) , lấy con trai Thủ lĩnh Ngõa Lạt là Mã Ha Mộc (马哈木 , Bahamu) , có một con trai là Thoát Hoan (脱懽).
  - Đô Lệnh Thiếp Mộc Nhi (都令帖木儿 , ? - 1399) , bị cha sai người giết chết , vợ ông bị thu làm thiếp.
  - Bản Nhã Thất Lý
  - A Trại (阿寨) , sinh ra sau khi cha ruột mất vài tháng.